# Bebryce densa
Bebryce densa is een zachte koraalsoort uit de familie Plexauridae. De koraalsoort komt uit het geslacht Bebryce. Bebryce densa werd in 1972 voor het eerst wetenschappelijk beschreven door Tixier-Durivault. 